# 아친스크

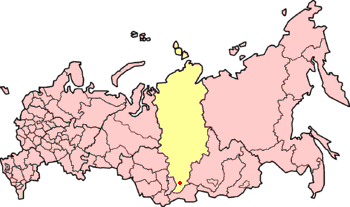
아친스크의 위치

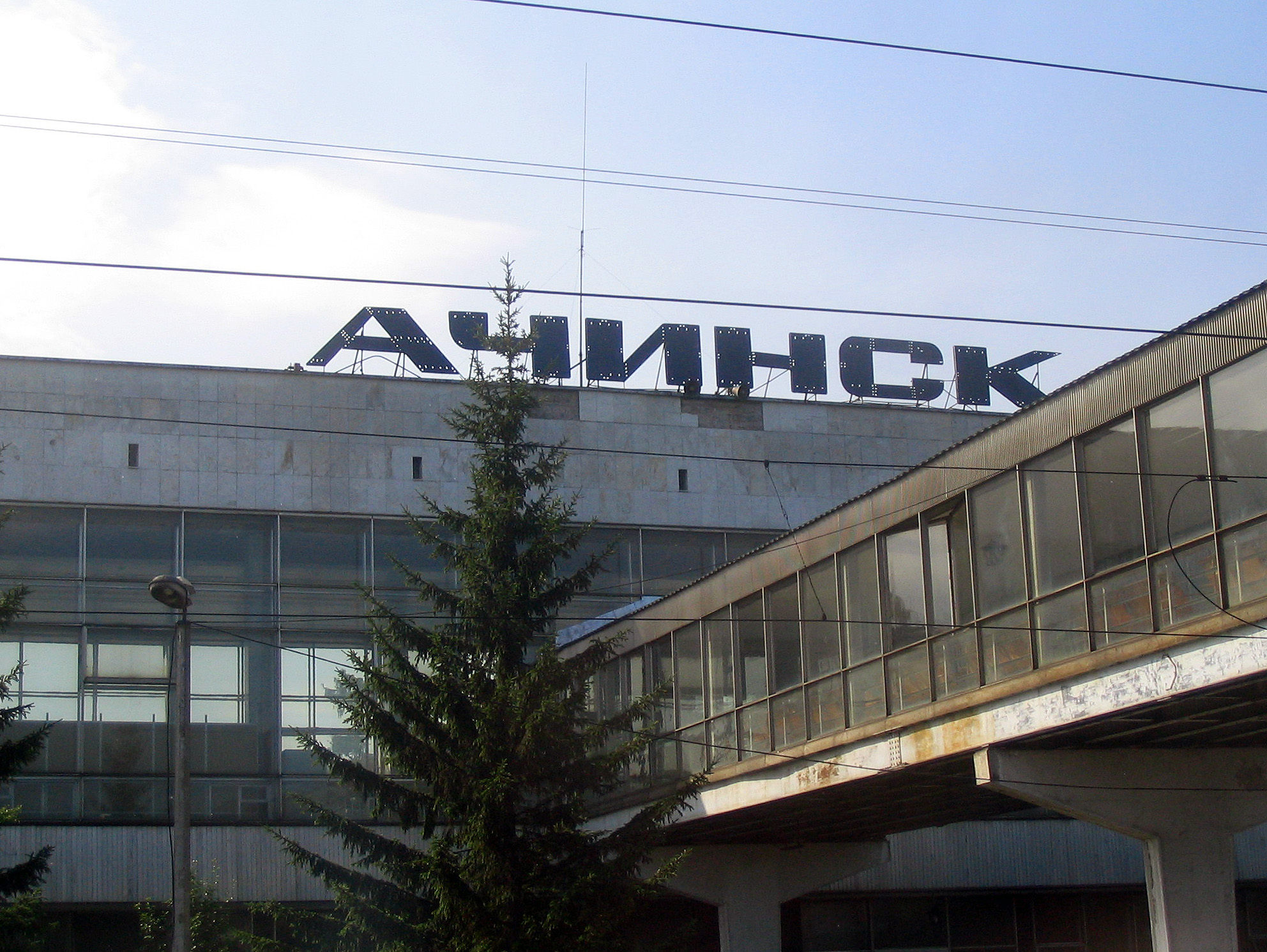
아친스크역(시베리아 철도)

아친스크(러시아어: А́чинск)는 러시아 크라스노야르스크 지방에 위치한 도시로, 인구는 99,665명(2024년 기준)이다. 출림강과 시베리아 철도가 만나는 지점에 위치하며 크라스노야르스크(크라스노야르스크 지방의 행정 중심지)에서 184 km 정도 떨어진 곳에 위치한다.